# Línea Market–Frankford
La Línea Market–Frankford (MFL) (también llamada  Market–Frankford Subway–Elevated Line (MFSE) Market-Frankford El (MFE) El, o Línea Azul) es una línea de tránsito rápido del Metro de Filadelfia ubicado en Filadelfia, Pensilvania, Estados Unidos. La línea es operada por la Autoridad de Transporte del Sureste de Pensilvania (SEPTA).

## Ruta
La línea azul (también llamada El Line sinónimo de línea elevada) comienza su recorrido en la estación  terminal de la Calle 69 en el barrio Darby Heights, al oeste de Filadelfia.
Opera en un viaducto a las esclusas en la Calle 44 donde entra en el túnel bajo Market Street